# Schattenhalb
Schattenhalb es una comuna suiza del cantón de Berna, situada en el distrito administrativo de Interlaken-Oberhasli. Limita al oeste y al norte con la comuna de Meiringen, al este y al sur con Innertkirchen, y al suroeste con Grindelwald.
Hasta el 31 de diciembre de 2009 situada en el distrito de Oberhasli.

## Personalidades
- Christoph Blocher, consejero federal originario de Schattenhalb.